# Bush Tower
La Bush Tower, anche chiamata Bush Terminal International Exhibit Building, è uno storico grattacielo newyorkese di trenta piani situato ad est di Times Square, al 130-132 West della 42ª strada tra Broadway e la Sixth Avenue a Midtown, Manhattan.

## Storia
È stata costruita tra il 1916 e il 1917 per la Bush Terminal Company di Irving T. Bush, proprieraria del Bush Terminal a Sunset Park, con lo scopo di creare un'area espositiva e di ritrovo sociale, anche se poi venne riconvertito con destinazione direzionale. Il suo stile neogotico, combinato all'elevata altezza e ad una base molto stretta, ha fatto sì che la Bush Tower assumesse un ruolo chiave nello stile dei grattacieli newyorkesi dopo la zonizzazione del 1916.